# 김귀정
김귀정(한국 한자: 金貴井, 1966년 8월 11일 ~ 1991년 5월 25일 ~)은 대한민국의 학생운동가였다.

## 생애

### 어린시절
김귀정은 1966년 8월 11일 인천광역시 강화군 삼산면 매음리에서 아버지 김복배와 어머니 김종분 사이에서 1남 2녀 중 차녀로 태어났고 일찍이 부모를 따라 서울특별시 성동구 하왕십리동으로 이주했으며, 서울무학초등학교와 한양여자중학교, 무학여자고등학교를 졸업후 1985년 한국외국어대학교 용인캠퍼스 불어과에 입학했으나 집안 사정으로 1년만에 중퇴하였고, 1988년 성균관대학교 불어불문학과 88학번으로 입학하게 되지만 집안 사정으로 휴학을 하기도 했다. 복학한 후에는 성균관대학교에서 심산연구회에 가입하였으며, 회장직도 수행하였다. 그 외에도 동아리연합회 총무부장을 역임하였다.

## 학력
- 서울무학초등학교 (졸업)
- 한양여자중학교 (졸업)
- 무학여자고등학교 (졸업)
- 한국외국어대학교 용인캠퍼스 불어과 (1학년 중퇴)
- 성균관대학교 불어불문학과 (명예졸업)

## 사망
- 시위 도중 서울특별시 중구 필동2가 대한극장 맞은편 진양상가 부근에서 건너편 막다른 골목으로 몰렸고, 최루탄 세례 속에 무차별 구타를 당한 끝에 압박 질식사한다. 이후 중구 저동 인제대학교 백중앙의료원으로 후송되었으나 의식을 찾지 못하고 사망하였다.

## 장례
- 1991년 6월 12일 장례식이 진행되었다. 장례식날 마지막으로 모교를 방문하고자 하는 장례행렬은 공자님의 위패를 모신 곳을 지나 운구할 수 없다는 성균관 유림들의 반대에 부딪힌다. 이어 장례에 나선 학생들이 무릎을 꿇고 읍소하여 도서관 옆 쪽문을 통해 운구하는 것으로 장례 절차를 진행하게 되었다. 이후 그녀의 유해는 경기도 남양주시 화도읍 월산리 모란공원에 안치되었다가 2016년 경기도 이천시 모가면 어농리 민주화운동기념공원이 조성되자 그곳 모역에 이장되었다.

## 사후
- 성균관대학교에서는 김귀정 열사를 가리고자, 매년마다 이천시 민주화운동기념공원에서 김귀정 추모제를 지내고 있으며, 김귀정 장학금을 만들어 학생들에게 수여하고 있다. 그 외에도 교내에 김귀정 생활도서관 그리고 김귀정 마당을 설치하여 열사의 정신을 기념하고 있다.

## 같이 보기
- 백골단
- 분신정국